# يوجين إف. كلارك
يوجين إف. كلارك (بالإنجليزية: Eugene F. Clark)‏ هو ضابط بحري أمريكي، ولد في 18 يوليو 1911 في ريدفيلد في الولايات المتحدة، وتوفي في 26 يونيو 1998 في سباركس في الولايات المتحدة.